# Rajindraparsad Seechurn
Rajindraparsad Seechurn (ur. 3 czerwca 1970 roku) – sędzia piłkarski pochodzący z Mauritiusu. Karierę sędziego rozpoczął w 1996 roku, a od 2003 roku jest sędzią międzynarodowym. Prowadzi spotkania głównie organizowanie przez CAF. W roku 2010 został wybrany do sędziowania Pucharu Narodów Afryki. Była to dla niego pierwsza większa impreza, na której sędziował.

## Imprezy międzynarodowe
- Puchar Narodów Afryki 2010
- Puchar Narodów Afryki 2012